# Daryl Hannah
Daryl Christine Hannah (født 3. december 1960) er en amerikansk skuespiller, der blandt andet er kendt fra Blade Runner og som Elle Driver i Kill Bill-filmene.

## Biografi
Daryl Hannah blev født i Chicago, hvor hun gik i skole. Hendes forældre blev skilt kort efter hendes fødsel, og hun voksede op med sin mor og dennes nye mand sammen med to ældre søskende samt en halvsøster. Hun var meget genert som barn og blev diagnosticeret som 'borderline' autist. Hun havde ofte søvnproblemer og brugte nætterne på at se tv, hvorved hun blev interesseret i film.
Hun startede på balletskole, men skiftede til en uddannelse som skuespiller, hvilket var ret modigt af en så genert pige. Men hun gennemførte både uddannelse og flere teaterroller, og under uddannelsen fik hun i 1978 en rolle i Brian De Palmas film Den hemmelige kraft. Nogle år senere fik hun rollen som androiden Pris i Blade Runner, og hun slog sit navn fast som havfrue i filmen Splash fra 1983. Ydermere spillede hun Darien Taylor i filmen Wall Street fra 1987.
Hendes karriere har budt på meget forskellige roller, ofte som den søde og ret almindelige pige i f.eks. Roxanne - næsen er i vejen og Gnavne gamle mænd. Men også de mere dramatiske roller har vist hendes talent, og selv om hun gennem tiden har medvirket i en række mindre interessante film, har hun med sin rolle som Elle Driver i de to Kill Bill-film fået et bemærkelsesværdigt kvalitetsmæssigt comeback i de senere år.
Hun har også selv lavet nogle film, heriblandt en kortfilm, The Last Supper fra 1993.

## Privat
Privat er Daryl Hannah miljøforkæmper, der bor i et hus forsynet med solenergi og bygget af miljørigtige materialer, lige som hun kører i en bil, der bruger biodiesel. Hun er aldrig blevet gift, men har haft længerevarende forhold til advokaten John F. Kennedy, Jr. og sangeren Jackson Browne. I juni 2006 blev Hannah sammen med blandt andet sangeren Joan Baez arresteret for at støtte en gruppe landmænd i deres kamp for bevaring af USA's største landbrug i byområde i Los Angeles. Hun havde lænket sig til et valnøddetræ i tre uger for at forhindre den nye ejer i at jævne området med jorden. Endvidere bekæmper hun seksuel undertrykkelse og har blandt andet lavet en dokumentarfilm om sexslaver, lige som hun har været i Cambodia for at befri børn, der blev holdt som sexslaver.

## Filmografi
Daryl Hannah har blandt andet medvirket i følgende film:
- Den hemmelige kraft (1978)
- Blade Runner (1982)
- Splash (1984)
- Vild og rodløs (1984)
- Hulebjørnens klan (1986)
- Leg med ild (1986)
- Roxanne – næsen er i vejen (1987)
- Wall Street (1987)
- Det stærke køn (1989)
- Crazy People (1990)
- Junglens evangelium (1991)
- Den usynlige mands erindringer (1992)
- Attack of the 50 Foot Woman (1993)
- Gnavne gamle mænd (1993)
- Gnavne gamle mænd 2 (1995)
- Gennem et barns øjne (1995)
- Two Much (1996)
- The Real Blonde (1998)
- Gingerbread Man (1998)
- Diplomatic Siege (1999)
- My Favourite Martian (1999)
- Wildflowers (1999)
- Cord (2000)
- Dancing at the Blue Iguana (2000)
- Hard Cash (2001)
- Jack & Bønnestagen (2001)
- Ring of Fire (2001)
- A Walk to Remember (2002)
- The Job (2003)
- Northfork (2003)
- Kill Bill Volume One (2003)
- Kill Bill Volume Two (2004)
- The Big Empty (2004)
- Silver City (2004)
- Keeping Up with the Steins (2006)

## Priser og hædersbevisninger
Daryl Hannah har modtaget forskellige hædersbevisninger gennem årene, heriblandt:
- 1985: Saturn Award for bedste kvindelige hovedrolle i Splash.
- 1993: Berlin Filmfestival for bedste kortfilm med The Last Supper.
- 2005: Saturn Award for bedste kvindelige birolle i Kill Bill Volume 2.
- 2005: MTV Movie Award for bedste kampscene i Kill Bill Volume 2 (delt med Uma Thurman).